# Пясинский залив
Пя́синский зали́в — залив Карского моря у западного побережья полуострова Таймыр. Длина — 170 км, ширина у входа около 200 км, глубина до 25 м. Бо́льшую часть года залив покрыт льдом. В залив впадает река Пясина.
Название происходит от ненецкого Пясида — «безлесная». На картах конца XIX века залив назывался бухтой Медведева, по фамилии участника Второй Камчатской экспедиции. Современное название появилось в 1900-е гг.
Залив омывает Берег Петра Чичагова, Рыбный полуостров, а также множество островов и архипелагов, в том числе:
- Каменные острова
- Долгие острова
- Острова Зверобой
- Острова Гольцмана
- Лабиринтовые острова
- Плавниковые острова.

Значительная часть залива входит в состав Большого Арктического заповедника.
Расположенный в заливе пролив Курочкина назван в 1863 году по фамилии архангельского помора Кондратия Курочкина, плававшего в 1610 году к устью Енисея и Пясины.
Во время раскопок русского зимовья в бухте Макарова археологи в сенях под глинобитной печью нашли шахматную доску XVII—XVIII веков — расчерченный на клетки острым предметом цельный кусок дерева.
В бухте Макарова зафиксирована каркасно-земляная постройка XIV века, орудия труда, в том числе из бивня мамонта. Обитатели поселения в бухте Макарова охотились на белых медведей, нерп и морских зайцев. На отвесной скале найдено древнее святилище, где приносили в жертву лапы и головы медведей, оленей, крылья птиц. Это самые восточные памятники западных культур, связанных с досамодийским населением, которые были распространены на Ямале и вдоль всего побережья Северного Ледовитого океана. Их связывают с легендарным народом сихиртя.